# Luottajärvi
Luottajärvi är en sjö i Kiruna kommun i Lappland och ingår i Torneälvens huvudavrinningsområde. Sjön har en area på 0,117 kvadratkilometer och ligger 306 meter över havet.

## Delavrinningsområde
Luottajärvi ingår i det delavrinningsområde (752726-175547) som SMHI kallar för Mynnar i Torneälvens vattendragsyta. Medelhöjden är 310 meter över havet och ytan är 52,82 kvadratkilometer. Räknas de 7 avrinningsområdena uppströms in blir den ackumulerade arean 277,98 kvadratkilometer. Ounisjoki som avvattnar avrinningsområdet har biflödesordning 2, vilket innebär att vattnet flödar genom totalt 2 vattendrag innan det når havet efter 303 kilometer. Avrinningsområdet består mestadels av skog (51 procent) och sankmarker (40 procent). Avrinningsområdet har 0,38 kvadratkilometer vattenytor vilket ger det en sjöprocent på 0,7 procent.